# أحمد المرزوقي المالكي
أحمد المرزوقي (1205هـ — 1257هـ أو 1262هـ أو إلى ما بعد 1281هـ) المالكي الأشعري.

## اسمه ونسبه
ينسبه البعض إلى الحسن بن علي، هو: أحمد بن رمضان بن منصور بن محمد بن شمس الدين محمد بن رئيس بن زين الدين بن ناصب الدين بن ناصر الدين بن محمد بن قاسم بن محمد بن رئيس إبراهيم بن محمد بن مرزوق الكفافي بن موسى بن عبد الله المحض بن حسن المثنى بن الحسن السبط ابن علي بن أبي طالب.[بحاجة لمصدر]

## مولده
ولد بـ(سنباط[ ؟ ]) في جمهورية مصر العربية عام 1205هـ، كما أفاد بذلك أخوه السيد محمد في بعض تآليفه.

## كنيته ولقبه
كنيته أبو الفوز كنّى به شيخ السجادة الوفائية أبو الإقبال أحمد وفا، ولقبه المرزوقي نسبة إلى مرزوق الكفافي المدفون بكفافة على شاطئ البحر المالح بأرض الحجاز.

## حياته العلمية
- قرأ القرآن الكريم وحفظه كعادة أبناء زمانه ثم قرأ القراءات العشر على كبار شيوخ وقته، وتلقى علوماً شتى.
- عين مفتياً للمالكية بمكة بعد وفاة أخيه السيد محمد عام 1261هـ.
- قام بتدريس القرآن والتفسير والعلوم الشرعية في المسجد الحرام بجوار مقام المالكي، وكان يقرأ في تفسير البيضاوي في أواخر أيام حياته.

## شيوخه
من شيوخه إبراهيم العبيدي، قرأ عليه القراءات العشر من طريقي الشاطبية والدرة ومن طريق طيبة النشر في القراءات العشر.

## تلاميذه
له تلامذة وأصحاب كثيرون وزاوياته مائة وأربعون زاوية، مفرقة في البلدان، وتفصيلها مذكور في كتاب مشتمل على نسبه. ومن أهم تلاميذه:
- طاهر التكروري.
- فراج بن سابق الزبيري.[1]
- أحمد دهمان (1260هـ - 1345هـ).
- أحمد زيني دحلان (1232هـ - 1304هـ) مفتي الشافعية بمكة.
- أحمد الحلواني الكبير الشهير بالرفاعي (1228هـ - 1307هـ) قرأ عليه القراءات العشر الصغرى والكبرى. وهو شيخ قراء بلاد الشام.

## مؤلفاته
- عقيدة العوام وشرحها (تحصيل نيل المرام)، وهي منظومة في العقيدة والكثير من سادة آل باعلوي يُحَفّظونها لأبنائهم.
- بلوغ المرام لبيان الفاض مولد سيد الأنام. وهو شرح على مولد أحمد بن قاسم المالكي الشهير بالحريري. وفي هدية العارفين لإسماعيل باشا البغدادي أنه فرغ منها سنة 1281هـ.
- بيان الأصل في لفظ بأفضل.
- تسهيل الأذهان على متن تقويم اللسان في النحو للخوارزمي البقالي.
- الفوائد المرزوقية شرح الأجرومية.
- منظومة في قواعد الصرف[ ؟ ] والنحو.
- متن نظم في علم الفلك، شرحه أخوه المفتي أبي عبد الله محمد المرزوقي.
- منظومة عصمة الأنبياء. وفي معجم المطبوعات أنه فرغ من نظمها سنة 1258هـ.

## وفاته
توفي بمكة عام 1262هـ ودفن بمقبرة المعلاة. قال الزركلي في الأعلام وعمر رضا كحالة في معجم المؤلفين: كان حياً عام 1281هـ وقد وصفه في معجم المؤلفين في ترجمة تلميذه الحلواني بـ (الضرير) فيبدو أنه عمي في آواخر أيامه.

## روابط خارجية
- إمتاع الفضلاء بتراجم القراء فيما بعد القرن الثامن الهجري.
- ترجمة السيد أحمد المرزوقي (صاحب قصيدة عقيدة العوام).